# Зеймарська ущелина
Зеймарська ущелина (Zejmarská roklina) — каньйон у Словаччині; знаходиться в масиві Словацький Рай. Розташований біля сіл Сміжани і Дедінки.
Каньйон довжиною приблизно 1 кілометр; перепад висот 227 метрів. Є кілька водоспадів; через ущелину проходить екологічна стежка.